# Annie Leenders

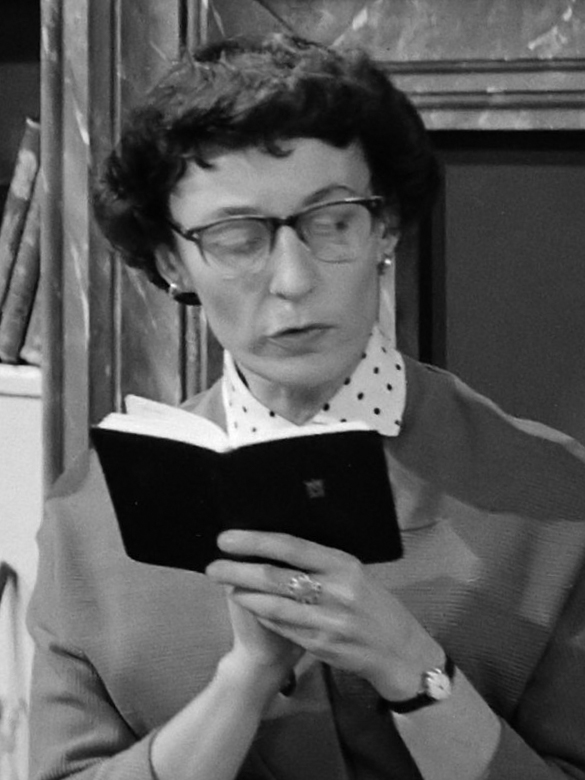
Annie Leenders in het televisiespel "Alles in tweevoud" (1960)

Joanna Gerardina (Annie) Leenders-Keemink (Den Haag, 12 september 1909 - aldaar, 21 maart 1989) was een Nederlands actrice.
Annie Leenders - haar geboortenaam was Keemink, maar als actrice gebruikte ze altijd de achternaam van haar man die in de Tweede Wereldoorlog overleden was - kwam via een auditie bij Johan de Meester in dienst van het Residentie Toneel. In 1948 maakte ze de overstap naar de Haagse Comedie waar ze haar hele verdere toneelleven bleef werken.
Vanaf 1954 was ze ook te zien op televisie. Haar bekendste rol op televisie was die van Saartje in de serie Swiebertje. Ze speelde de rol maar kort, omdat ze door contractuele verplichtingen bij de Haagse Comedie niet langer beschikbaar was. Jetty Cantor nam de rol toen van haar over.
Annie Leenders overleed op 79-jarige leeftijd. Ze was omstreeks 1970 al gestopt met acteren.